# Димитриос Драмалис
Димитриос Драмалис (на гръцки: Δημήτριος Δράμαλης) е гръцки революционер, участник в Гръцката война за независимост.

## Биография
Роден в района на Драма в края на XVIII век, заради което носи прякора Драмалис, тоест Драмалия. При избухването на Войната за независимост участва в революционните действия в Македония. След неуспеха на север, заминава за Южна Гърция и участва с четата си в много сражения. През 1823 година оглавява чета македонци, които заминават за Крит, за да заемат замъка на Грамвуса. На Крит към четата се присъединяват много местни жители и Драмалис застава начело на отряд от 2000 дущи. На 11 декември на 1823 г. отрядът му прави щурм на крепостта, но е отблъснат от османския гарнизон.
След създаването на гръцката държава Драмалис става офицер в редовната армия. Достига чин полковник и в 1836 е награден с медал от крал Отон за делата си. През юли 1830 като майор участва в опита на гръцката армия да възвърне мелници в Навплио, които са окупирана от бунтовници. През 1837 е призован да служи в жандармерията с чин капитан.